# Хрущево (Старожиловский район)
Хрущево — село в Старожиловском районе Рязанской области России. Входит в состав  Ленинского сельского поселения.

## География
Село расположено в 12 км на юго-восток от райцентра рабочего посёлка Старожилово. На западе граничит с центром сельского поселения посёлком Совхоз имени Ленина.

## История
До 1929 года входил в состав Рязанской губернии. После образования Старожиловского района передан в составе Хрущево-Старожиловского сельсовета Старожиловской волости в  Рязанский округ Московской области.

## Население
| 2010 |
| ---- |
| 643  |

## Инфраструктура
В Хрущево расположен Старожиловский молочный комбинат — один из крупнейших производителей молочной продукции Рязанской области.

## Транспорт
Через одноименную станцию на железной дороге в день проходит 6 пар электропоездов по маршруту Рязань II — Ряжск I. Кроме того действуют автобусные маршруты из Старожилово в другие населенные пункты района через Хрущево.